# دينيز بال
دينيز بال (بالمجرية: Pál Dénes)‏ هو مغني مجري، ولد في 19 مارس 1991 في ميشكولتس في المجر.